# Berthellina edwardsii
Berthellina edwardsii is een slakkensoort uit de familie van de Pleurobranchidae. De wetenschappelijke naam van de soort is voor het eerst geldig gepubliceerd in 1896 door Vayssière.